# 范权旧居
范权旧居建于1930年，是中华人民共和国第五届至七届全国人大代表，中华人民共和国第三、四届全国政协委员、中国农工党中央常委、天津市第二至五届政协副主席、天津市第九至十一届人大常委会副主任、原天津市儿童医院院长、中国儿科医学奠基人之一、著名医师权在天津的故居。位于当时的天津英租界的科伦坡道（Colombo Road）（今和平区常德道24号），该建筑目前是一般保护等级历史风貌建筑。

## 建筑
范权旧居为二层砖木结构英国庭院式楼房，顶部设有大筒瓦，门窗材料为木质，室内设有灯光灰线，院落靠东侧设有一排牛舌瓦顶的平房。